# Toktar Aubakirov
Toktar Ongarbayuly Aubakirov (em cazaque:  Тоқтар Оңғарбайұлы Әубәкіров, em russo:  Токтар Онгарбаевич Аубакиров, 27 de julho de 1946) é um oficial aposentado da Força Aérea do Cazaquistão e ex-cosmonauta. Ele é a primeira pessoa do Cazaquistão no espaço.

## Juventude
Toktar Aubakirov nasceu no distrito de Karkaraly, região de Karaganda, Cazaquistão SSR, que agora é o Cazaquistão. Depois de se formar na 8ª série de uma escola secundária, ele começou a trabalhar como torneiro de metal na fundição de Temirtau, enquanto frequentava uma escola noturna. Em 1965, ingressou no Instituto Armavir de Pilotos de Defesa Antiaérea da Aviação Militar. Ele serviu como piloto de caça na Força Aérea Soviética nas fronteiras do Extremo Oriente da URSS até sua aceitação na Escola de Pilotos de Teste de Fedotov em 1975.

## Carreira de piloto de teste
Entre 1976 e 1991, ele atuou como piloto de teste no Mikoyan Experimental Design Bureau (aeronave MiG). Durante esse tempo, ele testou mais de 50 tipos de aeronaves. O primeiro na União Soviética a fazer um voo sem escalas cruzando o Polo Norte e com dois reabastecimentos em voo, o primeiro na União Soviética que decolou do porta-aviões Tbilisi (mais tarde denominado Kuznetsov) em um MiG 29K.

## Experiência de voo espacial
Em 1991, de acordo com um acordo entre os governos da URSS e do SSR do Cazaquistão, começou o treinamento no Centro de Treinamento de Cosmonautas de Gagarin. Em 2 de outubro de 1991, ele fez o lançamento com o cosmonauta russo Alexander Volkov como comandante de voo e o cosmonauta de pesquisa austríaco Franz Viehböck na Soyuz TM-13 do espaçoporto Cosmódromo de Baikonur, e passou mais de oito dias no espaço. Sua missão foi a última lançada pela União Soviética, que se dissolveu logo em seguida, com Aubakirov se tornando um cidadão da República independente do Cazaquistão.

## Carreira
Desde 1993, ele é o diretor geral da Agência Aeroespacial Nacional da República do Cazaquistão. Ele era membro do parlamento do Cazaquistão. Agora ele é aposentado e consultor.

### Família
Toktar Aubakirov é casado com Tatyana Aubakirova. Eles têm dois filhos: Timur (nascido em 1977) e Mikhail (nascido em 1982).